# 登竜門 (ウェブサイト)
創作小説 投稿掲示板『登竜門』（そうさくしょうせつ とうこうけいじばん『とうりゅうもん』）は、オリジナル専門の小説投稿サイトである。

## 概要・特徴
- 2002年7月22日、ElDorado Project関連サイトのオリジナル作品の小説投稿掲示板として管理人である紅堂幹人により設立される。当初は『ElDorado Project』のWebRingセクションの管轄に置かれたWebRing参加者用の掲示板であったが、現在はWebRing参加者以外の投稿者の割合が多くなり、一般向けの創作小説を投稿できる掲示板となっている。
- モバイル 読書用登竜門から登竜門に投稿された小説をモバイルで読むことが可能である。モバイル 読書用登竜門から小説を投稿することはできない。
- 利用規約や注意事項などの項目が多いので利用には注意が必要である。
- 現行ログが一定量のサイズになると過去ログやcompletedなどに格納される。
- タイトルのあとに400文字詰め原稿用紙換算の枚数が自動的に表示される。
- タイトル横のアスタリスクをクリックすることで縦書き表示に対応したページにすることができる。
- 擬似タグを使用することができ、小説本文内にルビや画像を表示することが可能になっている。
- 第22回小説すばる新人賞に入選した朝井リョウも過去に登竜門を利用している（現在笹井リョウの小説は削除されている）。